# Ogbebo
Ogbebo est le trente-deuxième Oba qui dirige l'Empire du Bénin en 1816. Son mandat est marqué par une lutte pour le contrôle du trône béninois, qui conduit à une guerre civile.
En tant que second fils d'Obanosa, il est en désaccord avec son frère Eredia-uwa, futur Oba Osemwende, au sujet de la succession au trône. Ce conflit s'enracine sur base d'une interprétation différente concernant l'ancienneté et la primogéniture. Ce conflit implique non seulement les deux frères, mais également les partisans influents du royaume. La mère d'Ogbebo fait partie de ses soutiens.
Son règne ne dure que huit mois, transformant le conflit de succession en guerre civile qu'il perd. En sortant victorieux de ce conflit, le prince Eredia-Uwa lui succède et devient l'Oba Osemwende. Cette guerre permet également de réformer le droit de succession afin d'accentuer le principe de primogéniture. 

## Biographie

### Accès au trône
Des documents historiques limités donnent un aperçu des débuts de la vie d'Ogbebo . Il est né dans la lignée royale du royaume en tant que fils d'Oba Obanosa. Son parcours vers le trône est intimement lié à une lutte familiale et politique complexe qui allait définir son règne .
Son frère aîné, le prince Eredia-uwa (plus tard Oba Osemwende) revendique également le trône, ouvrant la voie à une succession contestée. En effet, l'ancienneté des deux fils d'Obanosa, nés de mères différentes, est contradictoire .
Le conflit entre Ogbebo et Eredia-uwa n'est pas seulement centré sur leurs revendications respectives, mais implique également des chefs et partisans influents du royaume du Bénin . 
La mère d'Ogbebo joue un rôle dans son accession au trône, s'alignant sur sa cause et contribuant à son succès initial dans sa prise du pouvoir. Ce soutien familial aggrave la lutte de pouvoir déjà complexe au sein de la famille royale . Le différend politique s'achève après une lutte acharnée et le prince Ogbebo sort vainqueur, assumant le titre d'Oba Ogbebo .

### Règne et destitution
Le règne d'Oba Ogbebo est cependant de courte durée, puisqu'il ne dure que huit mois. Au cours de cette brève période, son règne continue d'être contesté par les partisans du prince Eredia-uwa, qui pensent qu'il est l'héritier légitime. Au départ, Oba Ogbebo maintient le pouvoir avec le soutien de sa mère et de chefs influents.
Un conflit civil s'ensuivit lorsque le prince Eredia-uwa, avec le soutien de l'Enigie d'Ishan, d'Erebo l'Ezomo d'Uzebu et du peuple d'Uselu, cherche à récupérer sa place sur le trône. Le conflit aboutit à une bataille entre les forces d'Oba Ogbebo et du prince Eredia-uwa, aboutissant à la défaite d'Oba Ogbebo .
Les circonstances entourant le règne d'Ogbebo illustrent le délicat équilibre entre pouvoir et tradition au sein de l'empire du Bénin. Son bref règne, marqué par des conflits et des intrigues, se termine finalement par le retour et le triomphe de son frère aîné, Eredia-uwa .
Après sa victoire dans le conflit civil, le prince Eredia-uwa est couronné Oba du Bénin avec le titre d'Oba Osemwende. 